# 全国柔道整復学校協会
公益社団法人全国柔道整復学校協会（ぜんこくじゅうどうせいふくがっこうきょうかい）は、日本の公益社団法人の一つで柔道整復師養成施設によって結成されている。

## 沿革
- 1956年（昭和31年） - 全国あん摩師、はり師、きゅう師、柔道整復師養成施設協会として創設
- 1970年（昭和45年） - 柔道整復師法が単独法として制定されたのに伴い、柔道整復学校協会として独立
- 1982年（昭和57年） - 現名称に改める
- 1992年（平成 4年） - 社団法人化
- 2012年（平成24年） - 公益法人制度の改革に伴い、公益社団法人へ移行

## 活動内容
柔道整復師養成施設で使用する教科書、参考書等の教材の研究開発、学校教員の養成、研修その他資質の向上等を行っている。

## 加盟校
- 柔道整復師養成施設を参照